# Peter Willemoes

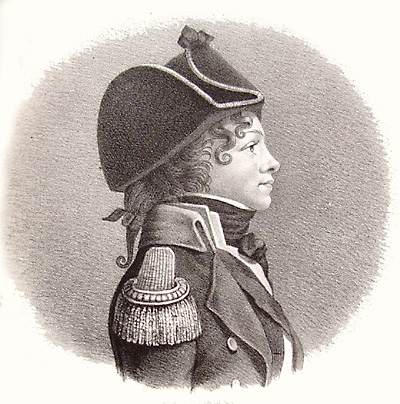
Porträt Peter Willemoes, 1801, Künstler: Jacob Rieter

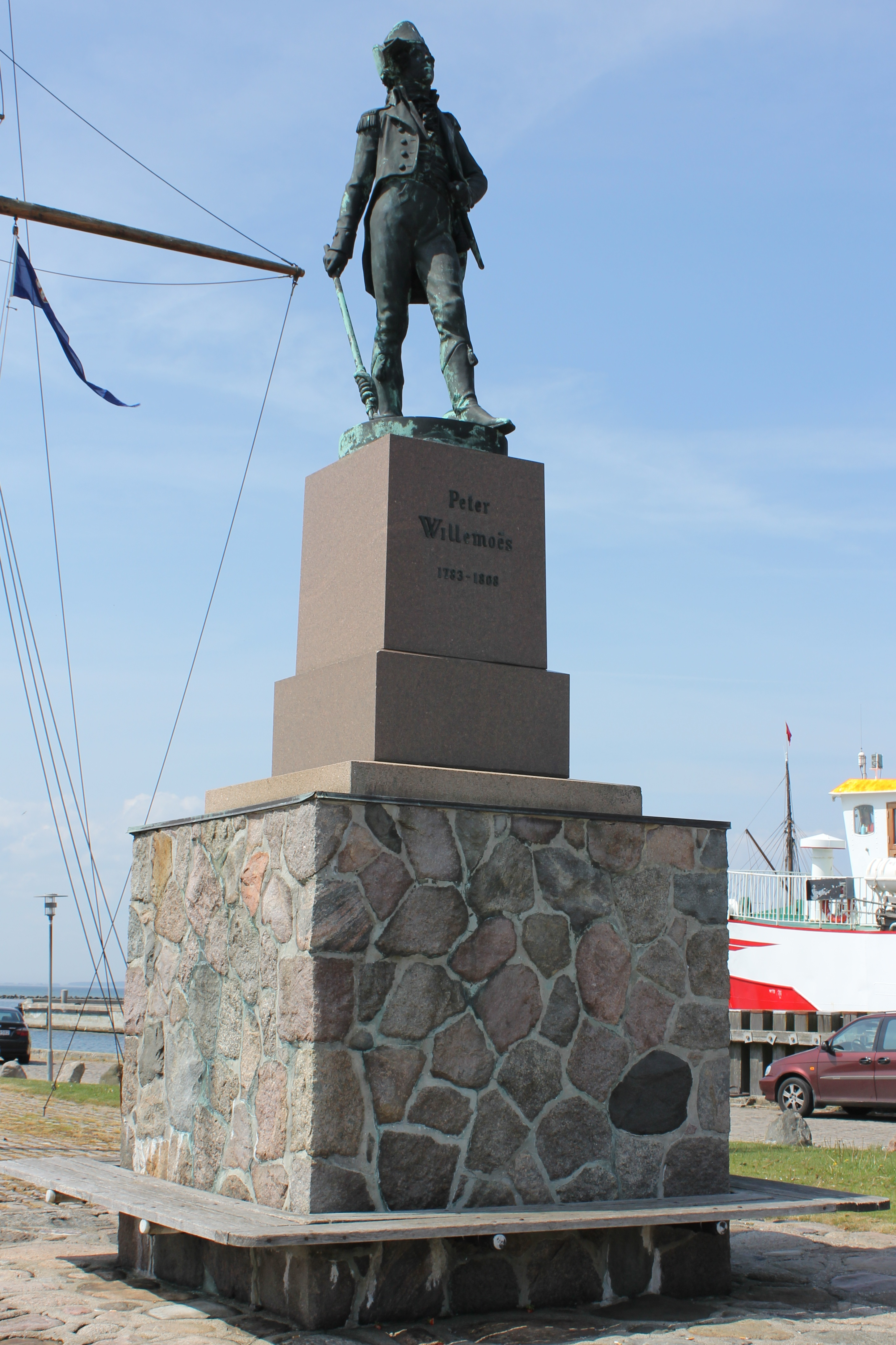
Statue von Peter Willemoes in seinem Geburtsort Assens. Bildhauer: Christian Carl Peters

Peter Willemoes (* 11. Mai 1783 in Assens (Fünen); † 22. März 1808 im Gefecht bei Sjællands Odde und beerdigt in einem Heldengrab auf der Odde) war ein dänischer Seeoffizier. Es wurde in der Hafenstadt Assens am Kleinen Belt geboren, seine Eltern waren der Kämmerer (dän. Amtsforvalter) Christen Christensen Willemoes (1736–1818) und Christiane Dreyer (1753–1832). Seine Brüder waren der Priester Joachim Godske Willemoes, der Arzt Friedrich Wilhelm Willemoes und der Offizier Martin Willemoes-Suhm.

## Leben
Peter Willemoes wurde schon als 12-Jähriger auf die Seekadettenakademie in Kopenhagen geschickt, wo er ein mittelmäßiger Schüler war, der immer wieder gegen die harsche Disziplin rebellierte. Im Jahr 1795 wurde er Kadett und im Jahr 1800 bekam er mit 17 Jahren seinen ersten Offiziersrang als Leutnant (dänisch Sekondløjtnant = erste Leutnantsstufe), danach machte er Dienst auf den Orlogschiffen Prinzessin Louise Auguste und Danmark.
In der Seeschlacht von Kopenhagen am 2. April 1801 (dän.: Slaget på Reden) erlangte Willemoes große Berühmtheit. Er hatte das Kommando über eine Floßbatterie Gernerske Flaadebatteri No. 1, ein unsinkbares, massives Floß aus Holz (dänisch stykpram) mit 24 Kanonen und 129 Mann Besatzung. In der Schlacht dirigierte er das Floß in eine Position gegenüber dem englischen Linienschiff Elephant, das Flaggschiff von Admiral Horatio Nelson und dem Linienschiff Ganges. Nach gut 1,5 Stunden Kampf gab Willemoes auf und ließ die Batterie aus der Kampfzone treiben. Er kämpfte mit einer solchen Tapferkeit, dass sogar Horatio Nelson ihn gegenüber Kronprinz Friedrich nach der Schlacht belobigte. Nach der Schlacht wurde Peter Willemoes eine dänische Berühmtheit und Mitglied des Dänischen Freimaurerordens (dän.: Den Danske Frimurerorden (DDFO)). Aufgrund seines Prominentenstatus wurde seine lockige Haarpracht unter den Frauen Kopenhagens zum modischen Vorbild.
Danach tat er Dienst als erster Offizier auf dem Schoner Mercurius, der als Hilfsschiff für Fregatten diente. Im Jahr 1802 unternahm er auf der Fregatte Rota eine Mittelmeerreise. 1804 musterte er auf dem Orlogschiff Neptunus an und am 18. August 1804 wurde er zum Obersteuermann auf dem Paketschiff befördert. 1805 assistierte er dem Kommandeur Lorentz Fisker bei der Erprobung verschiedener Besegelungen für Kanonenboote und wurde noch im selben Jahr mit dem Orlogsschiff Seieren für Truppentransporte eingesetzt.
Peter Willemoes begann auch Jura zu studieren, brach das Studium aber 1807 ab, da er die Erlaubnis bekam, in russische Kriegsdienste einzutreten.
Dieses Engagement war aber nur kurz, denn nach dem englischen Überfall auf Kopenhagen kehrte er sofort zurück und reiste auf dem Landweg nach Hause. Er meldete sich im dänischen Hauptquartier in Rendsburg. Man betreute ihn mit der Aufgabe Truppentransporte zwischen den Inseln Langeland und Lolland zu leiten. Für die gute Ausführung dieser Dienste erhielt er die allerhöchste Anerkennung.
Nach der Beschlagnahmung der gesamten dänischen Flotte durch die Engländer als Folge der Bombardierung von Kopenhagen 1807 heuerte Peter Willemoes auf dem einzigen Linienschiff, das Dänemark verblieben war, der Prins Christian Frederik an. Am 22. März 1808 war er an Bord dieses Schiffes, das mit 68 Kanonen bewaffnet und einer Besatzung von 576 Mann auf dem Weg in den Großen Belt zurück von Norwegen war. Im Kattegat vor Sjællands Odde traf das Schiff auf einen englischen Flottenverband, der aus zwei Linienschiffen, einer Fregatte und zwei kleineren Schiffen bestand. Nach einigen Stunden Kampf gaben die Dänen auf, da das Schiff sank. An Bord gab es 132 Verletzte und 69 Tote, unter ihnen der 24-jährige Peter Willemoes, der von einer Kugel im Kopf getroffen worden war.

## Ruf und Wirkung

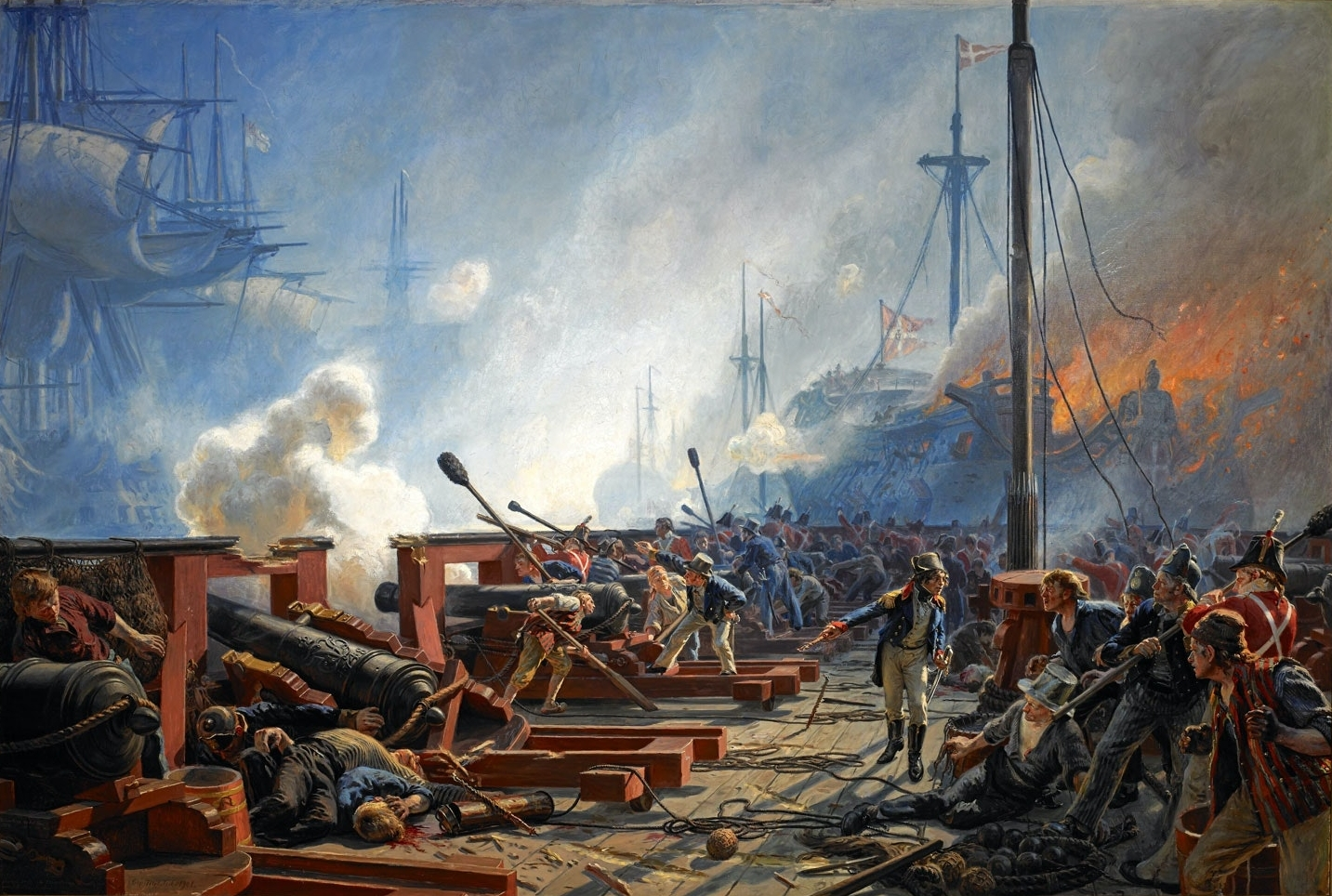
Seeschlacht von Kopenhagen 1801, der junge Willemoes treibt seine Soldaten an (Maler: Christian Mølsted)

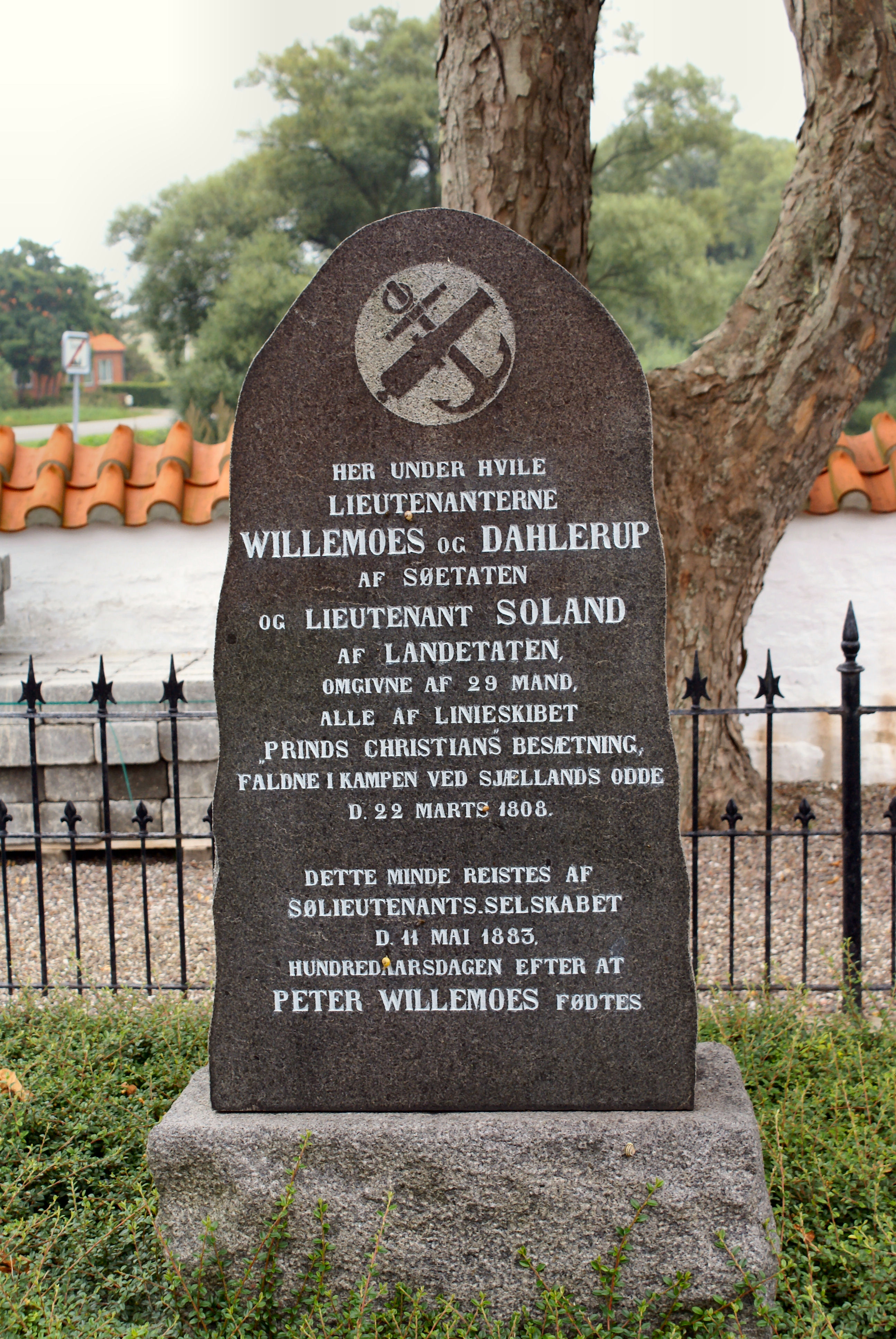
Grab- und Gedenkstein für Peter Willemoes in Sjællands Odde

Peter Willemoes war ein sympathischer und national gesinnter junger Mann, der in seiner Gesamtheit für das Symbol des wachsenden nationalen Bewusstseins und idealistischen Geistes wie es im Dänemark des ersten Jahrzehnts des 19. Jahrhunderts aufkam, steht. Nicht zuletzt das Gedicht von Nikolai Frederik Severin Grundtvig Kommer hid, I Piger smaa in dem Nationalgefühl und Mannesmut gepriesen werden, war eines der Ursachen dafür, dass Willemoes Name traditionell zum Kreis der dänischen Seehelden gehört.
- Der dänische Autor Laurits Christian Nielsen (1871–1930) schrieb im Jahr 1907 das Schauspiel Willemoes, ein Stück in vier Akten, das im Volkstheater (dänisch Folketeatret) in Kopenhagen am 7. Februar 1908 Premiere hatte. Die Bühnenmusik komponierten Carl Nielsen und Emilius Bangert. Blandt Carl Nielsens sang das sehr bekannte Lied Havet omkring Danmark (dt.: Das Meer umschließt Dänemark).
- In einer Reihe von dänischen Städten findet man eine Willemoesgade (dt. Willemoes-Straße), benannt nach dem Seehelden, so z. B. in Kopenhagen im Stadtteil Østerbro, in Århus, in Aalborg, in Esbjerg und natürlich in seiner Geburtsstadt Assens auf der Insel Fünen.
- 1940 erschien das Buch Hurra for Willemoes vom Autor Cai Schaffalitzky de Muckadell als Jugendbuch über Peter Willemoes Leben als junger dänischer Seemann und Seeheld in den Napoleonischen Kriegen. Das Buch schließt mit der Seeschlacht bei Sjællands Odde.
- Eine Flugabwehr-Fregatte der Iver-Huitfeldt-Klasse, die 2009 in Dienst gestellt wurde und in Korsør stationiert ist, hat die Königlich Dänische Marine (Dänisch: Kongelige Danske Marine) nach Peter Willemoes benannt.